# نزلة الحريشي
قرية نزلة الحريشى هي إحدى القرى التابعة لمركز الفيوم في محافظة الفيوم في جمهورية مصر العربية. حسب إحصاءات سنة 2006، بلغ إجمالي السكان في نزلة الحريشى 3193 نسمة، منهم 1687 رجل و1506 امرأة.